# Portret Marii Teresy Burbon y Vallabriga

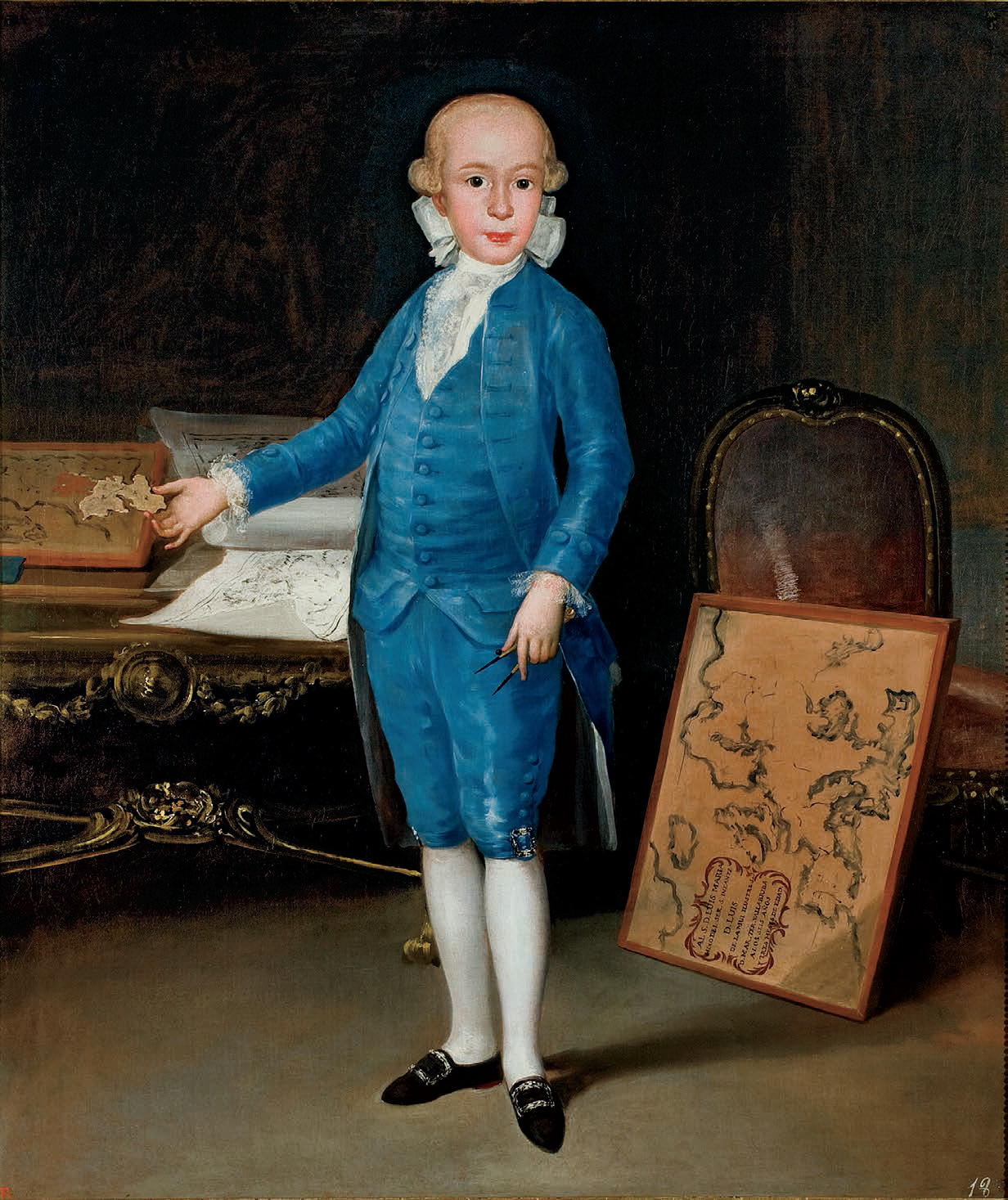
Portret Ludwika Marii Burbona y Vallabriga, pendant przedstawiający brata Marii Teresy

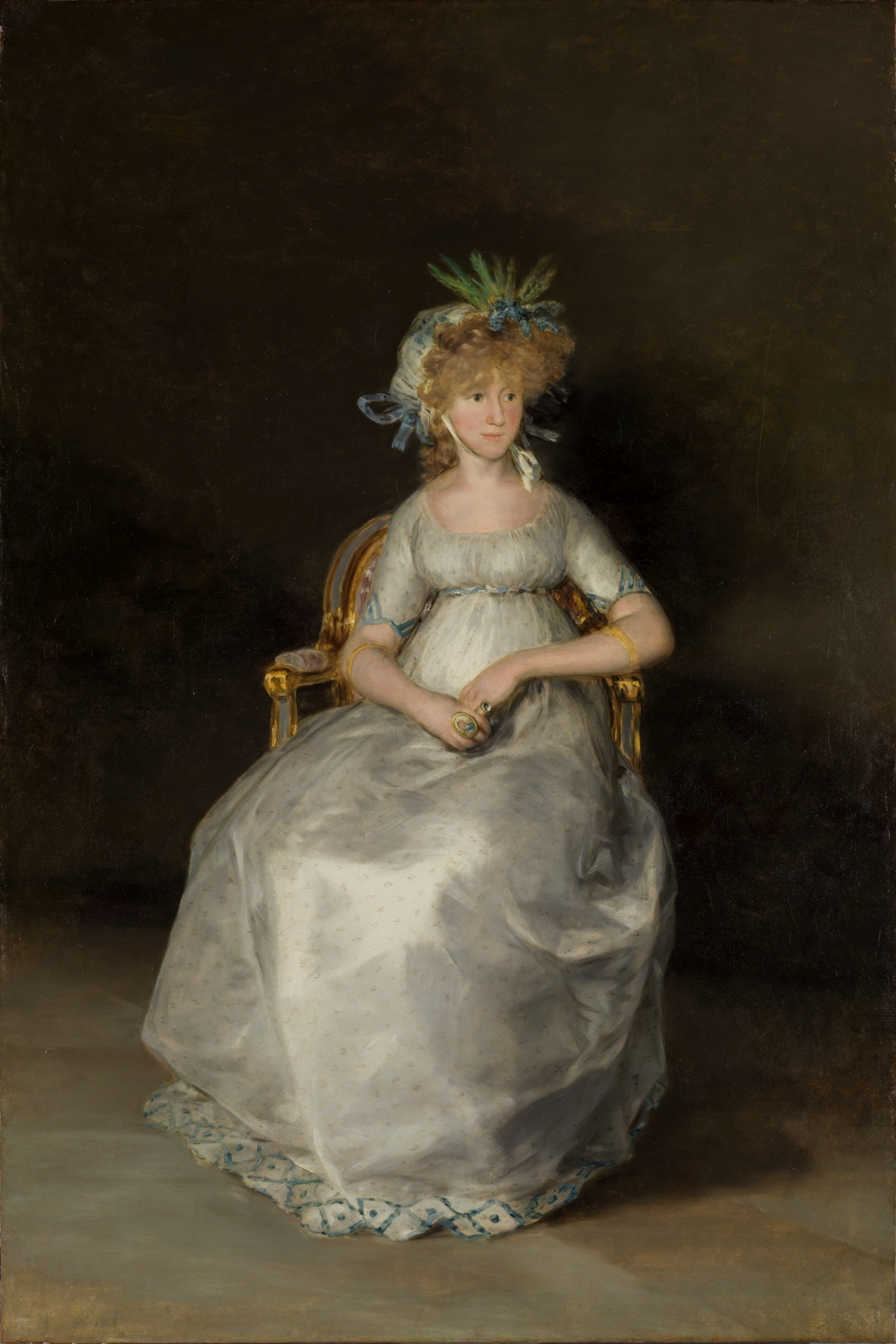
Portret hrabiny Chinchón, Goya, 1800

Portret Marii Teresy Burbon y Vallabriga (hiszp. María Teresa de Borbón y Vallabriga niña) – obraz olejny hiszpańskiego malarza Francisca Goi znajdujący się w Narodowej Galerii Sztuki w Waszyngtonie.

## Okoliczności powstania
Maria Teresa Burbon, hrabina Chinchón (1779–1828) była córką infanta Ludwika Antoniego Burbona, młodszego brata Karola III, wydalonego z dworu m.in. za zawarcie morganatycznego małżeństwa z aragońską arystokratką Marią Teresę de Vallabriga y Rozas. Po śmierci ojca wysłano ją do klasztoru, gdzie przebywała w latach 1785–1797. W 1797 roku królowa Maria Ludwika zaaranżowała jej małżeństwo ze swoim faworytem Manuelem Godoyem, aby w ten sposób podnieść jego arystokratyczny status. Związek z Godoyem pozwolił jej rodzinie odzyskać liczne przywileje utracone przez małżeństwo ojca z arystokratką bez królewskiego pochodzenia, takie jak używanie nazwiska i herbu Burbonów. Hrabina stała się pełnoprawnym członkiem rodziny królewskiej i najważniejszą damą w państwie po królowej Marii Ludwice. Po upadku Godoya w 1808 roku została w Hiszpanii do końca wojny niepodległościowej. Po powrocie Ferdynanda VII i przywróceniu monarchii absolutnej wyjechała do Francji.
Relacje Goi z rodzicami hrabiny były bardzo serdeczne. Infant Ludwik Antoni i Maria Teresa byli dla niego nie tylko ważnymi zleceniodawcami, ale także mecenasami. W sierpniu i wrześniu 1783 roku malarz gościł w ich posiadłości w Arenas de San Pedro, a gospodarze nie szczędzili mu pochwał i dowodów życzliwości. W latach 1783–1784 Goya wykonał dla nich przynajmniej szesnaście obrazów. W 1783 roku przygotowując się do wykonania złożonego Portretu rodziny infanta don Luisa namalował kilka portretów poszczególnych członków rodziny, w tym dzieci. Portret małej Marii Teresy jest pendantem wizerunku jej starszego brata Ludwika Marii.

## Opis obrazu
Według inskrypcji w lewym dolnym rogu Maria Teresa ma na obrazie 2 lata i 9 miesięcy. Goya przedstawił ją w całej postaci, stojącą na tarasie w pałacowym ogrodzie. W tle widać szaroniebieski górski pejzaż Sierra de Gredos charakteryzujący się ciemnym, gęstym lasem i skałami odbijającymi srebrne światło. Nad szczytami na jasnym niebie zbierają się różowawe chmury. Dziewczynka ma na sobie bogaty strój dworski o kroju właściwym dla dorosłej kobiety. Na głowie ma czepek ozdobiony niebieską wstążką i różą, oraz białą koronkową mantylę spowijającą niemal całą postać. Spod czarnej baskiny wyglądają niebieskie buciki ze złotymi klamerkami. Twarz jest zaróżowiona, usta czerwone a niebieskie oczy błyszczące, co daje dziecku zdrowy wygląd.
Artysta wykonał kilka dziecięcych portretów zawsze odnosząc się do swoich modeli z szacunkiem i uczuciem, widocznym także na tym obrazie. Na portretach Goi dzieci mają zwykle przy sobie zabawkę lub ulubione zwierzątko, w przypadku małej hrabiny jest to biały piesek maltański. Piesek, który posłusznie siedzi u jej stóp, nadaje obrazowi przyjazną atmosferę i zdradza wzrost dziewczynki. Został namalowany charakterystycznymi długimi i lekkimi pociągnięciami pędzla. Maria Teresa we wdzięczny sposób imituje pozę dorosłej osoby – opiera rękę na biodrze i robi pół kroku do przodu. W tym portrecie Goya nie odchodzi jeszcze całkowicie od konwencjonalnego przedstawiania dzieci arystokratów jako „małych dorosłych”, jedynie nawiązując do bardziej naturalnego, oświeceniowego modelu. W późniejszych dziełach stara się podkreślać indywidualność dzieci i przedstawiać je w wygodnych ubraniach odpowiadających ich wiekowi.
Umieszczając Marię Teresę na świeżym powietrzu i na tle górskiego pejzażu Goya nawiązuje do portretu Księcia Baltazara Karola w stroju myśliwskim Diega Velázqueza. Malarz znał to dzieło ze zbiorów królewskich bardzo dobrze, ponieważ wykonał jego kopię kredą. Goya przedstawił zarówno Marię Teresę, jak i jej brata w całej postaci i stosując nieco niższy punkt widzenia, przez co nadał małym postaciom majestatyczności.
Goya ponownie sportretował Marię Teresę rok później na Portrecie rodziny infanta don Luisa oraz w 1800 roku, kiedy była już żoną Manuela Godoya i spodziewała się pierwszego dziecka.

## Proweniencja
Obraz znajdował się w pałacu w Boadilla del Monte, rezydencji rodziny Burbon y Vallabriga położonej w okolicy Madrytu. Należał do portretowanej, a następnie do jej córki Carloty Luisy de Godoy y Burbon i wnuka Adolfa Ruspoli (1822–1914), 2. księcia Alcudii. Obraz pojawił się na wyprzedaży dóbr Adolfa zorganizowanej krótko po jego śmierci 7 lutego 1914 roku w Paryżu. Prawdopodobnie został wykupiony przez rodzinę Ruspoli, gdyż pozostał w jej posiadaniu. Następnie należał do jego córki Marii Teresy Ruspoli y Alvarez de Toledo i jej bratanka Camila Carlosa Adolfa Ruspoli y Caro (1904–1975). Został sprzedany przez spadkobierców rodziny Ruspoli przed marcem 1957 roku galerii Wildenstein & Co. w Nowym Jorku. 2 marca 1959 roku nabyła go amerykańska filantropka Ailsa Mellon Bruce. Bruce zapisała obraz Narodowej Galerii Sztuki w Waszyngtonie w swoim testamencie razem z wieloma innymi dziełami. Został włączony do kolekcji muzeum w 1970 roku.